# Dakhamunzu-affären
Dakhamunzu eller Dahamunzu var benämningen på en egyptisk drottning nämnd i de forntida arkiv tillhörande hettiter-kungen Mursili II, som beskrev hans far och företrädare kung Suppiluliuma I:s regeringstid. I arkiven återges en korrespondens mellan Suppiluliuma I och en oidentifierad egyptisk drottning, som varit föremål för många spekulationer och forskning, och som spelar en viktig roll för rekonstruktionen av den egyptiska kronologin och de tumultartade händelserna och tronföljden under slutet av Egyptens artonde dynasti på 1300-talet f.Kr. Hela den incident som korrespondensen cirklar kring har kallats för Dakhamunzu-affären eller Zannanza-affären.
Ursprungligen troddes 'Dakhamunzu' vara drottningens namn, men senare forskning har visat att 'Dakhamunzu' bara var hettiternas sätt att skriva "drottning". Drottningen bad i sitt brev Suppiluliuma I att sända henne en av sina söner för att gifta sig med henne, och denna prins, Zannanza, dödades under resan. Drottningen har föreslagits vara Nefertiti, Meritaten eller Ankhesenamen.

## Dakhamunzu-affären
Under 1300-talet f.Kr. befann sig Mellanöstern i en kamp mellan tre stormakter: Egypten, Mitanni och hettiternas rike. Den mesta bevarade informationen om denna tid kommer från hettiternas arkiv. Under ett krig med Mitanni, anfölls hettiterna av egyptiska styrkor vid Kadesh, som nyligen blivit en hettitisk besittning. Hettiternas kung Suppiluliuma I reagerade genom att parallellt belägra Mitannis styrka i Carchemish samtidigt som han sände trupper till Amqu, som var en egyptisk besittning.
De hettitiska arkiven hävdar:
" [Egyptierna] var rädda. Och eftersom, dessutom, deras härskare Nibhururiya hade dött, sände Egyptens drottning, som var Dakhamunzu, ett meddelande till [Suppiluliuma]."
Den egyptiska drottningen skrev:
"Min make är död. Jag har ingen son. Man säger mig att du har många söner. Om du ger mig en av av dem, kommer han att bli min make. Jag kommer aldrig välja ut en av mina tjänare till make. Jag är rädd."
Meddelandet var sensationellt. Politiska äktenskap förekom mellan kungahus i dåtiden, och egyptiska kungar hade gift sig med utländska prinsessor. Däremot hade det aldrig någonsin förekommit att kvinnliga medlemmar av Egyptens kungahus hade gift sig med utländska kungligheter. Farao Amenhotep III, som själv gift sig med flera utländska prinsessor, hade tydligt kungjort att diplomatiska äktenskap var något ensidigt i Egyptens fall, ty "Sedan urminnes tider har ingen dotter till Egyptens kung givits till någon". Suppiluliuma var därför häpen och misstänksam över erbjudandet och utbrast:
"I hela mitt liv har ingenting sådant hänt!"
Han sände därför en hovman till Egypten för att undersöka saken:
"Res och kom tillbaka med sanningen till mig! Kanske försöker de lura mig! Kanske de [i själva verket] har en son efter sin herre!"
Under tiden fortsatte Suppiluliuma belägringen av Carchemish, innan han återvände till sin huvudstad Hattusa där han skulle tillbringa vintern. På våren återkom hans sändebud från Egypten med ett nytt brev från drottningen:
"Varför säger du "De för mig bakom ljuset" på detta sätt? Om jag hade en son, skulle jag ha skrivit om min och mitt lands skam till ett främmande land? Du trodde mig inte och har till och med talat om det för mig! Min make är död. Jag har ingen son! Aldrig kommer jag att ta en av mina tjänare och göra honom till make! Jag har inte skrivit till något annat land, endast till dig har jag skrivit! De säger mig att du har många söner: ge mig en av dem! För mig blir han en make, men för Egypten blir han kung."
Suppiluliuma är fortsatt misstänksam och svarar:
..." Du fortsätter be mig om en av mina söner [som om det var] min plikt. [Ha]n kommer att bli någon slags gisslan, men du kommer inte göra honom till [kung]!"
Efter ytterligare förhandlingar med den egyptiska budbäraren och sedan han undersökt villkoren i ett tidigare fredsfördrag mellan hettiterna och Egypten, gick Suppiluliuma slutligen med på att sända en av sina söner, prins Zannanza, till Egypten. Men prinsen mördades under resan mot Egypten, kanske rentav innan han hade nått den egyptiska gränsen. Enligt den hettitiska krönikan lade hettiterna skulden på Egypten:
"De talade sålunda: Egyptens folk dödade Zannanza och gav oss budskapet: "Zannanza dog!" och när [Suppiluliuma] hörde om mordet på Zannanza, började han sörja över Zannanza och talade till gudarna: "Åh gudar! Jag har inte gjort något ont, ändå gjorde Egyptens folk detta mot mig, och de attackerade också mitt rikes gräns!"
Incidenten ledde till att Suppiluliuma ännu en gång attackerade Amqu, fördrev egyptierna därifrån och återvände med fångar till Hattusa.